# Miranda (film, 1948)
Pour les articles homonymes, voir Miranda.
Série Miranda
Folle des hommes
(1954)
Pour plus de détails, voir Fiche technique et Distribution.
Miranda est un film britannique réalisé par Ken Annakin, sorti en 1948. Une suite a été tournée en 1954 : Folle des hommes.

## Synopsis
Le docteur Paul Martin passe un jour de vacance à pécher seul sur la côte des Cornouailles, sa femme n'aimant pas la pêche. Il hameçonne Miranda, une sirène qui l'emporte dans l'eau jusqu'à une caverne sous-marine. Elle ne veut pas le laisser partir mais lorsqu’il lui promet de lui faire voir Londres, elle accepte de le libérer. Le docteur la déguise en handicapée dans une chaise roulante et la fait passer pour une de ses patientes. Il l'amène chez lui.

## Fiche technique
Sauf mention contraire, cette fiche technique est établie à partir d'IMDb.
- Titre original : Miranda
- Réalisation : Ken Annakin
- Scénario : Peter Blackmore
- Direction artistique : George Paterson
- Costumes : Yvonne Caffin
- Son : M. Hobbs
- Musique: Temple Abady
- Production : Betty E. Box, Roy Rich
- Sociétés de production : Sydney Box Productions, Gainsborough Pictures
- Sociétés de distribution : General Film Distributors
- Budget de production : 170 400 livres[2]
- Pays d'origine :  Royaume-Uni
- Langue : anglais
- Genre : comédie fantastique
- Durée : 80 minutes
- Date de sortie : 6 avril 1948 (Angleterre)

## Distribution
- Glynis Johns : Miranda Trewella
- Googie Withers : Clare Martin
- Griffith Jones : Dr Paul Martin
- John McCallum : Nigel
- Margaret Rutherford : l'infirmière Carey
- David Tomlinson : Charles
- Yvonne Owen : Betty
- Sonia Holm : Isobel
- Zena Marshall : la secrétaire

## Commentaire
Ce film britannique a été tourné à la hâte afin de concurrencer le grand succès du film américain Monsieur Peabody et la sirène (Mr. Peabody and the Mermaid) sorti
cinq mois plus tôt. Miranda a été un des films les plus populaires du box-office britannique de 1948.